# Thelxinoe (maan)
Thelxinoe, of Jupiter XLII is een natuurlijke satelliet van Jupiter. De maan werd ontdekt door de Universiteit van Hawaï onder leiding van Scott. S. Sheppard en kreeg oorspronkelijk de naam S/2003 J22. Thelxinoe is 2km in doorsnee en roteert in zijn baan om Jupiter in 628,03 dagen. 
Thelxinoe is genoemd naar, volgens de Griekse schrijvers, een van de Muzen.